# Ga Lệ Sơn
Ga Lệ Sơn là một nhà ga xe lửa tại huyện Tuyên Hóa, tỉnh Quảng Bình. Nhà ga là một điểm của đường sắt Bắc Nam và nối với ga Lạc Sơn với ga Minh Lệ.

## Các tuyến
- Đường sắt Bắc Nam